# Steve Prefontaine
Steve Roland Prefontaine (Coos Bay, 25 gennaio 1951 – Eugene, 30 maggio 1975) è stato un mezzofondista statunitense.
Partecipò ai Giochi olimpici di Monaco di Baviera 1972, dove giunse quarto nella gara dei 5000 metri piani, ma quella vicenda ispirò addirittura due film: Prefontaine (1997) e Without Limits dell'anno successivo. Col suo nome è intitolato un importante meeting del circuito Diamond League, il Prefontaine Classic di Eugene, la sua città.

## Biografia

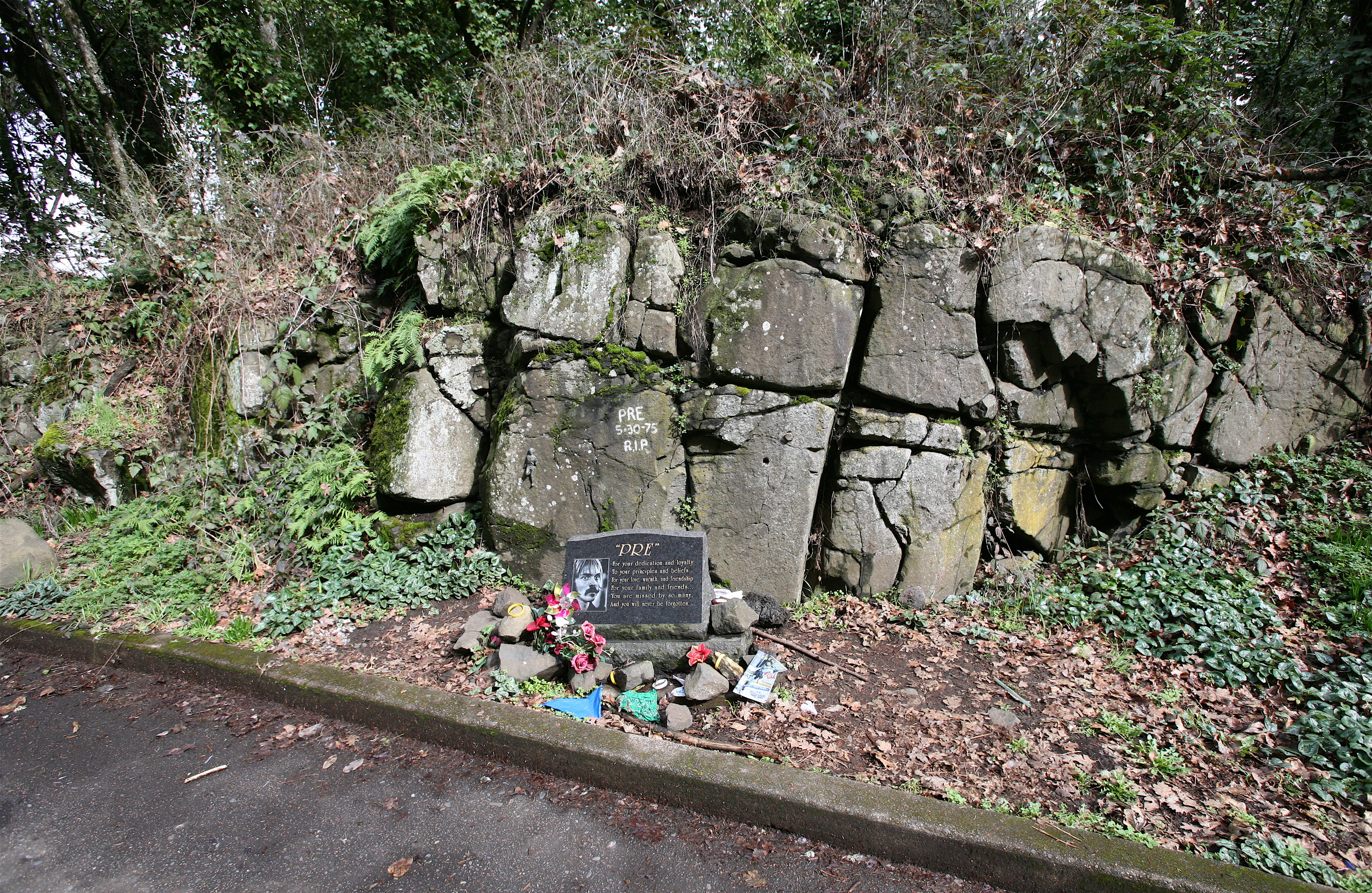
Pre's Rock, la pietra in memoria di Prefontaine situata sul bordo della strada nei pressi di Eugene (Oregon), dove il mezzofondista statunitense trovò la morte nel 1975

Steve Prefontaine era allenato da Bill Bowerman (nel film Without Limits, più centrato sulla sua storia che su quella di Prefontaine, interpretato da Donald Sutherland), ideatore delle scarpe Nike e cofondatore dell'azienda, oggi tra le più rinomate del mondo in ambito sportivo.
Probabilmente il più grande mezzofondista statunitense degli anni settanta, da giovane promessa a 21 anni fu quarto nei 5000 m ai Giochi olimpici estivi di Monaco di Baviera 1972. In quella gara Prefontaine adottò una tattica folle, iniziando a spingere e condurre il gruppo dall'inizio alla fine, salvo vedersi superato nell'ultimo tratto di pista e perdere così una possibile medaglia.
La tattica spregiudicata coinvolse però l'intero stadio, che seguì con il fiato sospeso la cavalcata di Prefontaine, in controtendenza rispetto ad un'atletica ormai avviata verso gare "tattiche" (da lì a poco entreranno sulla scena internazionale le "lepri" per dettare l'andatura alla ricerca di record mondiali). La gara consegnò "Pre" alla leggenda dell'atletica mondiale. 
Morì tragicamente in un incidente automobilistico nel 1975, a soli 24 anni.

## Palmarès
| Anno | Manifestazione      | Sede   | Evento       | Risultato | Prestazione | Note |
| ---- | ------------------- | ------ | ------------ | --------- | ----------- | ---- |
| 1971 | Giochi panamericani | Cali   | 5000 m piani | Oro       | 13'52"53    |      |
| 1972 | Giochi olimpici     | Monaco | 5000 m piani | 4º        | 13'28"25    |      |

## Campionati nazionali
1969
- 4º ai campionati statunitensi, 3 miglia - 13'43"0

1970
- 5º ai campionati statunitensi, 3 miglia - 13'26"0

1971
- Oro ai campionati statunitensi, 3 miglia - 12'58"6

1973
- Oro ai campionati statunitensi, 3 miglia - 12'53"4

## Nella cultura di massa

### Film
- Prefontaine (1997) con Jared Leto
- Without Limits (1998) con Billy Crudup

### Libri
- Pre: The Story of America's Greatest Running Legend, Steve Prefontaine, Tom Jordan (1997) - ISBN 0-87596-457-5 e ISBN 978-0-87596-457-7
- La leggenda del re corridore. Vita breve di Steve Prefontaine, il campione che non abbassava mai la testa di Marco Tarozzi (2006), Bradipolibri - ISBN 88-88329-68-4
- Steve Prefontaine-Rocketman, Linda Prefontaine e Bree Donovan (2008) - ISBN 1-4357-1629-9 e ISBN 978-1-4357-1629-2
- StevePre: The Unfinished Story of Running Icon Steve Prefontaine (Volume 1), Golden Krishna (2009) - ISBN 1-4495-0486-8 e ISBN 978-1-4495-0486-1
- La leggenda del re corridore, Marco Tarozzi (2006, ried. 2011), BradipoLibri